# John Woo
John Woo (født 1. maj 1946 i Guangzhou, Kina) er en kinesisk filminstruktør.

## Biografi
Da Woo var 5 år gammel, flygtede hans familie til Hongkong. I den første tid havde familien det hårdt, fordi faderen led at tuberkulose og ikke kunne arbejde. I 1953 blev de hjemløse da deres hus brændte som følge af en skovbrand. Kun takket være hjælp fra humanitære organisationer kunne famlien flytte ind i et nyt hjem. Livet i Hong Kongs fattige kvarterer var hårdt, og en af Woo's klareste minder fra sin barndom var at se en mand blive dræbt på familiens dørtrin.
For at undslippe de triste omgivelser gik den unge Woo i biografen. Det var via musicaler som The Wizard of Oz (da. Troldmanden fra Oz) — en film som stadig er hans yndlingsfilm.
Woo har været gift med Annie Woo Ngau Chun-lung siden 1976 med hvem han har tre børn, og bor i USA.

## Karrieren i Hongkong
I 1969, da han var 23, fik Woo et job som script supervisor hos Cathay Studios. I 1971 blev han instruktør assistent hos Shaw Studios, hvor den berømte Chang Cheh tog ham under sin vinge og i 1974 instruerede han sin første spillefilm The Young Dragons (Tie han rou qing). Filmen var koreograferet af Jackie Chan og var en Kung fu action film, som gjorde brug af dynamisk kamera-arbejde og spidsfindigt udtænkte action-scener. Filmen førte ham til Golden Harvest Studio, hvor han instruerede flere kampsportsfilm. Han fik også succes med en komedie Money Crazy (Fa qian han) (1977). 
I midten af 80'erne stoppede Woo's fremstormende karriere i midlertidigt; hans film solgte ingen billetter og han tog i eksil i Taiwan. Vendepunktet kom, da instruktør og producent Tsui Hark finansierede filmen A Better Tomorrow (1986). Den havde Woo haft liggende længe uden at kunne realisere den. Filmen blev en overvældende succes. A Better Tomorrow redefinerede actionfilm-genren i Hongkong, med sin blanding af følelsesmæssigt drama, slow-motion pistolkampe og en mørk atmosfære. Filmens tøjstil med trenchcoat/solbriller og kampstilen med en pistol i hver hånd — ofte kaldet Gun fu— har senere inspireret flere Hollywood instruktører som Quentin Tarantino og Wachowskibrødrene.
John Woo lavede flere film i 80'erne og 90'erne med Chow Yun-Fat i hovedrollen. Hans voldelige gangsterfilm er ofte centreret om mænd, som er standhaftige i deres tro på ære og venskab, selvom disse værdier betyder, at de bliver udstødt af samfundet. I dette henseende er Woos karakterer moderne riddere, som bruger pistoler i stedet for sværd.
Den mest berømte af disse film er The Killer (Die xue shuang xiong) (1989), som gav Woo international anerkendelse. Den er ofte blevet kaldt den bedste Hong Kong-film, der nogensinde er lavet, og er hyldet af både anmeldere og fans for sine aktion-sekvenser, skuespil og æstetik. Et år senere skabte han et nyt mesterværk, Bullet in the Head, som han stadig betragter, som sin mest personlige film. Filmen blev en kommerciel fiasko.
Med den internationale anerkendelse fulgte Hollywoods opmærksomhed. John Woo havde allerede på dette tidspunkt mange amerikanske beundrere, også blandt andre instruktører som Martin Scorsese og Sam Raimi. Sidstnævnte har sammenlignet Woos evner indenfor action-genren med Hitchcocks evner for at skabe suspense. Med den nærtforestående overdragelse af Hongkong til Kina in mente valgte Woo at tage til USA efter at være blevet tilbudt en kontrakt. 
John Woos sidste Hongkong-film var Hard Boiled (1992).

## Karrieren i USA
I 1993 ankom John Woo til et nyt land med en anden kultur end hans barndoms Hong Kong. Han var hyret af Universal Studios til at instruere Jean-Claude Van Damme-filmen Hard Target. Mens Woo var vant til kreativ frihed i Hong Kong, var han i USA tvunget ind i et stramt produktionsskema. Derudover havde studiet dikteret forskellige restriktioner, der specificerede, hvor mange dræbte, der måtte være i hver scene, hvor mange kugler Van Damme måtte skyde folk med, hvordan Van Damme måtte agere osv.. Da Woo's udgave ikke kunne give en "R" rating, tog studiet ansvaret for filmen og klippede en ny version, som var "passende for det amerikanske publikum".
Der gik tre år før Woo forsøgte sig med en ny film. Broken Arrow med John Travolta og Christian Slater i hovedrollerne, var en film om en maniske jagt på en stjålen atombombe, og havde et større budget end den foregående, men igen dikterede studiet filmens stil til Woo, og den manglede derfor de elementer, der gjorde hans Hong Kong-film til noget specielt. 
Med disse bitre erfaringer i baghovedet afslog Woo flere gange manuskriptet til Face/Off, inden det blev omskrevet, så det passede bedre til ham; filmen skulle have foregået i et futuristisk miljø, men blev flyttet til et nutidigt i stedet for. Og da Paramount studierne samtidig tilbød ham betydelig mere kreativ kontrol over filmen, sagde han ja. Filmen blev en stor succes og indspillede over 100 millioner dollars i USA alene. Med filmens succes blev vejen til Hollywood banet for andre asiatiske instruktører.
John Woo har instrueret tre yderligere Hollywood film: Mission: Impossible II (2000), Windtalkers (2002) og Paycheck (2003). Mens Mission: Impossible II var en stor tilskuersucces i 2000, har både Windtalkers og Paycheck været tilskuer- og anmeldermæssige fiaskoer. Han har siden instrueret det amerikanske videospil Stranglehold (2007).

## Filmografi
- The Young Dragons (Tie han rou qing)
- Fist to Fist/Fists of the Double K (1974)
- Belles of Taekwondo/The Dragon Tamers (Nu zi tai quan qun ying hui) (1974)
- Princess Chang Ping (Dinu hua) (1975) (as Yusen Wu)
- Hand of Death/Countdown in Kung Fu (Shao Lin men) (1975)
- From Riches to Rags (Qian zuo guai) (1977)
- Hello, Late Homecomers (Ha luo, ye gui ren) (1978)
- Last Hurrah for Chivalry (Hao xia) (1978)
- Follow the Star (Da sha xing yu xiao mei tou) (1978)
- Money Crazy (Fa qian han)
- Laughing Times (Hua ji shi dai) (1981) (as Wu Hsiang-fei)
- To Hell with the Devil (Mo deng tian shi) (1981)
- Plain Jane to the Rescue (Ba cai Lin Ya Zhen) (1982)
- When You Need a Friend (Xiao jiang) (1984)
- Run, Tiger, Run (Liang zhi lao hu) (1985)
- Heroes Shed No Tears (Ying xiong wei lei) (1986)
- A Better Tomorrow II (Ying xiong ben se II) (1987)
- A Better Tomorrow (Ying xiong ben se)
- Tragic Heroes (Yi dan qun ying) (1989)
- Bullet in the Head (Die xue jie tou) (1990)
- The Killer (Die xue shuang xiong)
- Once a Thief (Zong sheng si hai) (1991)
- Hard Boiled (Lashou shentan)
- Hard Target
- Broken Arrow (1996)
- Once a Thief (1996) (TV)
- Face/Off
- Blackjack (1998) (TV)
- Mission: Impossible II (2000)
- Windtalkers (2001)
- Hostage (kortfilm produceret for BMW) (2002)
- Paycheck (2003)